# كلية اللغات الأجنبية (جامعة هانوي الوطنية)
كلية اللغات الأجنبية - جامعة هانوي الوطنية (Trường đại học Ngoại ngữ - Đại học Quốc gia Hà Nội) أو VNU - ULIS هي واحدة من تسعة أفراد ما تشكل جامعة فيتنام الوطنية وأيضا واحدة من المراكز المشهورة والمهمة في دراسة اللغات ويوجد فيها أقسام اللغة المتخصصة التي تركز على تعليم اللغات على سبيل المثال اللغة الإنجليزية واللغة الصينية واللغة الروسية واللغة الألمانية واللغة اليابانية واللغة الفرنسية واللغة الكورية واللغة العربية فيقع حرمها في حي كو جاي (Cầu Giấy).
- تأسست الكلية في 1955 بإسم مدرسة اللغات الأجنبية وبدأت بقسمين أولين شاملين وهم قسم اللغة الصينية وقسم اللغة الروسية بسبب الأسباب الدبلوماسية وكان نائب وزير الوزارة التعليمية الفيتنامية Nguyen Khanh Toan رئيس المدرسة الأول وافتتحت الحلقة الدراسة الأولى في يوم 5 سبتمبر 1955 في حي باتش ماي (Bạch Mai) -هانوي حتى سنة 1958 تأسس قسم اللغة الإنجليزية فبعد ذلك اتحدت الكلية مع جامعة هانوي التعليمية كأن كليتها اللغات الأجنبية.[1]
- تأسس الكلية قسم اللغة الفرنسية في سنة 1962 والشاعر الفيتنامي فو دنه ليان (Vũ Đình Liên) كان رئيس القسم الأول واليوم يوجد في عقدة القسم يوجد القاعة ما يتسمى بسم رئيس القسم الأول.[1]
- أعلن رئيس الوزراء الفيتنامي أن يوقف اتحاد بين كلية اللغات الأجنبية وجامعة هانوي التعليم ويؤسس كلية التعليم اللغات الأجنبية شاملا أربعة أقسام اللغات المتنوعة: اللغة الصينية واللغة الروسية واللغة الإنجليزية واللغة الإنجليزية في سنة 1967.[1]
- 1969: تأسست المدرسة العالية المتخصصة للغات الأجنبية.[1]
- يوم 10 دسمبر 1993: صدر رئيس الوزراء الفيتنامي مَرْسُوم رقم 97 الذي اتحد ثلاث كليات مختلفة شاملا جامعة هانوي العامية و هانوي التعليم الأولى وكلية التعليم اللغات الأجنبية فمن كلها أسس جامعة هانوي الوطنية وتحول الاسم كلية التعليم اللغات الأجنبية إلى كلية اللغات الأجنبية - جامعة هانوي الوطنية كأن اليوم وتحول الاسم قسم اللغة الإنجليزية إلى قسم اللغة والثقافة الإنجليزية - الأمريكية.[1]
- 2001: تأسس قسمين جديدين قسم اللغات الغربية وقسم اللغات الشرقية في سنة وتخصص قسم اللغات الشرقية في اللغة الكورية واللغة اليابانبة واللغة العربية وقسم اللغة والثقافة الغربية.[1]
- 22 يوليو 2009: قسم اللغة الإنجليزية تأسس باتحاد أربعة وحدات مختلفة: قسم اللغات الأجنبية (كلية العلوم الاجتماعية والإنسانية - جامعة هانوي الوطنية) والقسم لدراسة اللغات الأجنبية (كلية العلوم الطبيعة - جامعة هانوي الوطنية) وقسم اللغات الأجنبية المتخصصة مع مجموعة اللغات الأجنبية الثانية (كلية اللغات الأجنبية - جامعة هانوي الوطنية) فيركز هذا القسم على تعليم اللغة الإنجليزية كأن اللغة الثانية لكل الطلاب في كل كليات جامعة هانوي الوطنية فتحول قسم اللغة والثقافة الإنجليزية - الأمريكية إلى قسم اللغة الإنجليزية للتعليم وتأسست قسم اللغة والثقافة الدول الإنجليزية.[1]
- 2012: تأسس قسم اللغة والثقافة الكورية من دراسة اللغة العربية - قسم اللغات الشرقية.[1]
- 2016: تأسس قسم اللغة والثقافة العربية وقسم اللغة والثقافة اليابانية من جزءين دراسة اللغة العربية ودراسة اللغة اليابانية - قسم اللغات الشرقية فتحول قسم اللغة والثقافة الغربية إلى قسم اللغة والثقافة الألمانية.[1]
- 2019: تأسست المدرسة الثانوية المتخصصة للغات الأجنبية.[1]

### البرامج الرسمية
حتى 2024 تمتد الكلية برامج مختلفة في درجة بكالوريوس في الترجمة والتعليم في اللغات على سبيل المثال اللغة الإنجليزية واللغة الصينية واللغة الروسية واللغة الألمانية واللغة اليابانية واللغة الفرنسية واللغة الكورية واللغة العربية

### البرامج الثانية
وبالضافة إلى ذلك كل طلاب الكلية يمكنهم أن يختروا برامج أخرى من الكليات الأخرى في جامعة هانوي الوطنية فيمكنهم أن يدرسوا فيها كأن البرنامج الثاني مثل:
| الكليات                                                                      | الأقسام (كما البرامج الثانية) | النِطَاق (في كلية اللغات الأجنبية)                                      |
| ---------------------------------------------------------------------------- | ----------------------------- | --------------------------------------------------------------------- |
| كلية العلوم الاجتماعية والإنسانية Trường Đại học Khoa học Xã hội và Nhân văn | الصحافة                       | كل الطلاب                                                             |
| كلية العلوم الاجتماعية والإنسانية Trường Đại học Khoa học Xã hội và Nhân văn | العلم الإداري                 | كل الطلاب                                                             |
| كلية العلوم الاجتماعية والإنسانية Trường Đại học Khoa học Xã hội và Nhân văn | الإدارة السياحية              | كل الطلاب                                                             |
| كلية العلوم الاجتماعية والإنسانية Trường Đại học Khoa học Xã hội và Nhân văn | الإدارة المكتبية              | كل الطلاب                                                             |
| كلية العلوم الاجتماعية والإنسانية Trường Đại học Khoa học Xã hội và Nhân văn | الدراسة الأجنبية              | كل الطلاب                                                             |
| كلية العلوم الاجتماعية والإنسانية Trường Đại học Khoa học Xã hội và Nhân văn | علم النفس                     | كل الطلاب                                                             |
| كلية اللغات الأجنبية Trường Đại học Ngoại Ngữ                                | اللغة الإنجليزية              | كل الطلاب                                                             |
| كلية اللغات الأجنبية Trường Đại học Ngoại Ngữ                                | اللغة الصينية                 | كل الطلاب                                                             |
| كلية اللغات الأجنبية Trường Đại học Ngoại Ngữ                                | اللغة اليابانية               | كل الطلاب                                                             |
| كلية اللغات الأجنبية Trường Đại học Ngoại Ngữ                                | اللغة الكورية                 | كل الطلاب                                                             |
| كلية التعليم Trường Đại học Giáo Dục                                         | الإدارة المدرسية              | كل الطلاب                                                             |
| كلية القانون Trường Đại học Luật                                             | القانون                       | كل الطلاب                                                             |
| الكلية الأجنبية Trường Quốc tế                                               | العمل الأجنبي                 | الطلاب في ثلاثة أقسام: اللغة الإنجليزية اللغة اليابانية اللغة الكورية |
| الكلية الأجنبية Trường Quốc tế                                               | أنظمة المعلومات الإدارية      | الطلاب في ثلاثة أقسام: اللغة الإنجليزية اللغة اليابانية اللغة الكورية |
| الكلية الأجنبية Trường Quốc tế                                               | المحاسبة, التحليل والتدقيق    | الطلاب في ثلاثة أقسام: اللغة الإنجليزية اللغة اليابانية اللغة الكورية |

البرامج المتخرجة تركز في اللسانيات وبالضافة إلى ذلك فتمتد